# John Coates (Filmproduzent)
John Coates (* 7. November 1927 in Reigate, Surrey; † 16. September 2012 in Longfield, Kent) war ein britischer Filmproduzent.

## Leben
Coates nahm als Offizier am Zweiten Weltkrieg teil. Nach Ende des Krieges war er als Filmverleiher für Rank Films in Asien tätig, bevor er nach Großbritannien zurückkehrte. Er gründete mit George Dunning 1957 in London das Animationsstudio TV Cartoons, das später in TVC London umbenannt wurde. TVC produzierte erfolgreiche Werbefilme, aber auch Filme wie die Trickserie The Beatles. Coates war 1968 Produktionsleiter des Beatles-Animationsfilms Yellow Submarine, bei dem Dunning Regie führte.
Nach Dunnings Tod 1979 orientierte sich Coates neu. Er wurde Produzent des Kurzanimationsfilms Der Schneemann, der 1982 im Weihnachtsprogramm des neugegründeten Senders Channel 4 lief. Der Schneemann wurde 1983 mit einem BAFTA ausgezeichnet und gilt inzwischen ein britischer Weihnachtsklassiker. Coates erhielt für den Film 1983 eine Oscarnominierung in der Kategorie Bester animierter Kurzfilm. Er war Produzent des oscarnominierten Kurzfilms Famous Fred und arbeitete bis zu seinem Tod an einer Fortsetzung von Der Schneemann mit dem Titel The Snowman and the Snowdog. Coates verstarb im Alter von 84 Jahren 2012 an Krebs.

## Filmografie (Auswahl)
- 1966: Cool McCool (TV-Serie)
- 1968: Yellow Submarine
- 1981: Heavy Metal (TV)
- 1982: Der Schneemann (The Snowman)
- 1983: David Macaulay: Castle (TV)
- 1986: Wenn der Wind weht (When the Wind Blows)
- 1988: Barney (TV-Serie)
- 1989: Granpa (TV)
- 1990: Dream Express
- 1991: Father Christmas
- 1992–1995: The World of Peter Rabbit and Friends (TV-Serie)
- 1995: The Wind in the Willows (TV)
- 1996: Famous Fred
- 1996: Die Weiden im Winter (The Willows in Winter) (TV)
- 1998: The Bear
- 1998: Oi! Get Off Our Train (TV)
- 2001: Ivor the Invisible (TV)
- 2004: The Tale of Jack Frost (TV)
- 2012: The Snowman and the Snowdog (TV)

## Auszeichnungen
- 1983: BAFTA, Beste Kindersendung, für Der Schneemann
- 1983: Oscarnominierung, Bester animierter Kurzfilm, für Der Schneemann
- 1993: Emmy-Nominierung, Herausragendes Animationsprogramm, für The World of Peter Rabbit and Friends
- 1997: Emmy-Nominierung, Herausragendes Animationsprogramm, für The Wind in the Willows
- 1997: BAFTA-Nominierung, Bester animierter Kurzfilm, für Famous Fred